# Erynephala
Erynephala es un género de escarabajos de la familia Chrysomelidae. En 1936 Blake describió el género. Esta es la lista de especies que lo componen:
- Erynephala maritima (LeConte, 1865)
- Erynephala morosa (LeConte, 1857)
- Erynephala puncticollis (Say, 1824)
- Erynephala subvittata (Demay, 1838)